# نیک داوز
نیک داوز (انگلیسی: Nick Daws؛ زادهٔ ۱۵ مارس ۱۹۷۰) بازیکن فوتبال اهل بریتانیا است.
از باشگاه‌هایی که در آن بازی کرده‌است می‌توان به باشگاه فوتبال گریمزبی تاون، باشگاه فوتبال بری، باشگاه فوتبال روترهام یونایتد، و باشگاه فوتبال آلترینچام اشاره کرد.